# Juan Martín de Ampués
 (avril 2025).
Juan Martínez de Ampués, ou Juan Martínez de Ampíes, né à Saragosse et mort le 8 février 1533 sur l'île d'Hispaniola, fut un officier de l'armée espagnole du XVIe siècle. Il fut regidor à Saint-Domingue et a fondé la ville de Coro, premier établissement colonial du Venezuela, en 1527.

## Biographie
Après avoir obtenu de l'avancement grâce à sa participation aux  Guerres d'Italie, Juan Martínez de Ampués s'embarque pour l'Amérique au service du gouverneur de Saint-Domingue pour réprimer le trafic d'esclaves auquel se livrent certains marchands sur les côtes du Venezuela.
Il rejoint la Tierra Firme avec 60 soldats et rencontre le cacique Manaure pour poursuivre la traite. 
À cet effet, il prend possession de quelques terres favorables et, en 1527, fonde la ville de Coro. Il établit également des colonies pour exploiter les produits de la terre en impliquant les Indiens. En 1528, il est sur le point d'effectuer une pénétration pacifique du pays lorsque Charles Quint l'en empêche en accordant à une famille allemande, les Welser, l'exclusivité d'explorer et exploiter ce territoire.
Ampués retourne à Saint-Domingue et continue à fournir d'excellents services à la cause de l'Espagne dans cette île, où il meurt le 8 février 1533.